# Тугнуй (река)
Тугну́й (бур. Тγгнэ гол) — река в Бурятии и Забайкальском крае, правый приток Сухары.
Длина реки — 160 км, площадь водосбора — 2770 км². Средняя ширина — 4 м, глубина — 1 м.
Исток реки находится на стыке хребтов Цаган-Дабан и Хараузского (высота 1305 м) в Забайкальском крае. Протекает на запад по северной половине Тугнуйско-Сухаринской впадины, большей частью в пределах Мухоршибирского района Бурятии. Впадает в реку Сухару на западе района в 7 км от её впадения в Хилок. В верховьях, в междуречье Тугнуя и его правого притока, речки Кусоты, находится одно из крупнейших в Забайкалье Тугнуйское каменноугольное месторождение.
Река имеет множество притоков: Барка, Харьяска, Сутай, Галгатай, Капчеранга, Кусоты, Хонхолойка и др.